# Rugby 08
Rugby 08 est un jeu vidéo de rugby à XV sorti en 2007 sur Windows et PlayStation 2. Le jeu a été développé par HB Studios puis édité par Electronic Arts via sa branche EA Sports.
C'est la suite de Rugby 05 et Rugby 06.

## Système de jeu
Il y a 23 équipes nationales jouables :
Les 20 de la Coupe du monde de rugby à XV 2007 : 
- Afrique du Sud
- Angleterre
- Argentine
- France
- Nouvelle-Zélande
- Australie
- Écosse
- Fidji
- Tonga
- Irlande
- Italie
- Pays de Galles
- Géorgie
- Roumanie
- Canada
- Samoa
- États-Unis
- Portugal
- Namibie
- Japon

3 non-qualifiées
- Espagne
- Russie
- Uruguay

De nombreux clubs sont disponibles:
- clubs du Super 14
- clubs du championnat anglais
- 7 clubs du Top 14 français : Biarritz olympique • CS Bourgoin-Jallieu • Castres olympique • ASM Clermont • USA Perpignan • Stade français Paris • Stade toulousain (les noms, logos et maillots des différents clubs français ne sont pas les mêmes dans le jeu ceci est dû au fait qu'EA Sports n'a pas la licence du Top 14)
- clubs italiens : Trévise, et Calvisano sous le nom de Brescia
- Barbarians, Junior All-Blacks, Australie A' et les Iles Pacifiques (regroupant des joueurs originaires des îles pacifiques ou des joueurs des Samoa, Tonga et Fidji)

## Modes de jeu
Il y a 7 modes de jeu:
- la Coupe du monde de rugby à XV 2007
- le Tournoi des Six Nations
- le Tri-nations
- le Super 14
- la première ligue anglaise
- la ligue internationale
- un mode défi

## Mode défi
Le mode défi consiste à revivre les plus grands matchs de l'histoire de la coupe du monde. Pour chaque année, il y a 7 défis dont seulement quatre, les matchs de poule, sont disponibles dès le début. Pour chaque match, il y a trois défis à réaliser. Si les trois sont réalisés en un seul match, un défi platine est débloqué. S'il est réussi, une nouvelle vidéo est disponible.

## Bande sonore
- Expatriate - The Spaces Between
- HushPuppies - Pale Blue Eyes
- Malajube - Fille à plume
- Quit Your Dayjob - Freaks Are Out
- Snowden - Anti-Anti
- The Bang - Benny Butler
- The Temper Trap - Sirens
- Tokyo Police Club - Nature of the Experiment
- We Are Wolves - T.R.O.U.B.L.E.
- Howling Bells - Low Happening
- Deep Insight - Rhythm of the Beat
- Moke - This Plan

Dans la version française du jeu, les commentaires sont assurés par Eric Bayle et Philippe Sella. Ce dernier, accompagne également le joueur dans un didacticiel afin d'acquérir les bases de la jouabilité de l'opus.

## Joueurs d'exception du jeu
- Richie McCaw
- Shane Williams
- Gavin Henson
- Daniel Carter
- Bryan Habana
- Jonny Wilkinson
- Lawrence Dallaglio
- Jason Robinson
- Percy Montgomery
- Schalk Burger
- Carlos Spencer
- George Gregan
- Yannick Jauzion
- Yannick Nyanga
- Christophe Dominici
- Joe Rokocoko
- Brian O'Driscoll
- Ronan O'Gara
- Chris Latham
- Matt Giteau
- George Smith
- Stephen Larkham
- Jerry Collins
- Lote Tuqiri
- Tana Umaga
- Agustin Pichot
- Josh Lewsey